# Calonge
Calonge i Sant Antoni (nome oficial em catalão), ou simplesmente Calonge, é um município da Espanha na comarca de Baix Empordà, província de Girona, comunidade autónoma da Catalunha. Tem 33,57 km² de área e em 2021 tinha 11 484 habitantes (densidade: 342,1 hab./km²).
As principais localidade do município são Calonge de les Gavarres, um centro histórico de origem medieval, e Sant Antoni de Calonge ou Calonge de Mar, uma estância turística moderna à beira-mar.

## Demografia
| Variação demográfica do município entre 1991 e 2004 | Variação demográfica do município entre 1991 e 2004 | Variação demográfica do município entre 1991 e 2004 | Variação demográfica do município entre 1991 e 2004 |
| --------------------------------------------------- | --------------------------------------------------- | --------------------------------------------------- | --------------------------------------------------- |
| 1991                                                | 1996                                                | 2001                                                | 2004                                                |
| 5030                                                | 5832                                                | 6650                                                | 8757                                                |